# 谢文霖
谢文霖（1941年—2014年8月31日），广东梅县人，中华人民共和国政治人物。

## 生平
毕业于华南师范学院历史系历史专业。1993年，任广东省委统战部副部长，省工商联副会长。1995年，任广东省侨联副主席。1996年12月，担任中国侨联第五届委员会副主席。2014年8月31日，去世。